# Línea 152 (EMT Madrid)
La línea 152 de la EMT de Madrid une la Avenida de Felipe II con Méndez Álvaro.

## Características
Fue puesta en servicio el 5 de octubre de 2002, y era la primera línea en utilizar el túnel localizado en la calle Comercio.

### Frecuencias
| Lunes a viernes laborables       |               |
| De 6:00 a 7:00 De 20:00 a 23:00  | 9-21 minutos  |
| De 7:00 a 10:00                  | 9-16 minutos  |
| De 10:00 a 20:00                 | 9-10 minutos  |
| Sábados laborables               |               |
| De 6:00 a 11:00 De 20:00 a 23:00 | 13-25 minutos |
| De 11:00 a 22:00                 | 13 minutos    |
| Domingos y festivos              |               |
| De 7:00 a 11:00 De 20:00 a 23:00 | 16-24 minutos |
| De 11:00 a 20:00                 | 17 minutos    |

## Recorrido y paradas

### Sentido Méndez Álvaro
Inicia su ruta en la avenida de Felipe II. Nada más arrancar, toma la calle Narváez para después girar a la calle Alcalá, que la recorre hasta el cruce de Príncipe de Vergara y Menéndez Pelayo. Recorre la avenida entera hasta llegar a la calle Comercio, que también recorre entera, hasta llegar a Méndez Álvaro. Gira a Méndez Álvaro, recorre la calle y da la vuelta en la glorieta de la M-30 hasta llegar a la cabecera. 
| Código | Parada                                     | Común con   | Conexiones con Metro y Cercanías | Otros |
| ------ | ------------------------------------------ | ----------- | -------------------------------- | ----- |
| 5091   | FELIPE II                                  |             | Goya                             |       |
| 778    | Metro Príncipe de Vergara                  | 15 146      | Príncipe de Vergara              |       |
| 5230   | O'Donnell-Retiro                           |             |                                  |       |
| 195    | Menéndez Pelayo-Menorca                    | 20          |                                  |       |
| 814    | Menéndez Pelayo-Sáinz de Baranda           | 20 26 63 C1 | Ibiza                            |       |
| 816    | Hospital Niño Jesús                        | 20 26 63 C1 |                                  |       |
| 2213   | Plaza Niño Jesús                           | 26 63 C1    |                                  |       |
| 2211   | Mariano de Cavia                           | 26 C1       |                                  |       |
| 5232   | Mariano de Cavia (Av. Menéndez Pelayo, 18) |             |                                  |       |
| 5234   | Menéndez Pelayo-Granada                    |             |                                  |       |
| 5160   | Metro Menéndez Pelayo                      | 102         | Menéndez Pelayo                  |       |
| 3913   | Amanecer en Méndez Álvaro                  | 102         |                                  |       |
| 1967   | Méndez Álvaro-REPSOL                       | 8 102       |                                  |       |
| 1969   | Metro Méndez Álvaro                        | 102         | Méndez Álvaro                    |       |
| 2917   | Estación Sur                               | 102 148     | Méndez Álvaro                    |       |
| 2920   | Méndez Álvaro-Estación Sur                 | 102 148     | Méndez Álvaro                    |       |
| 2921   | MÉNDEZ ÁLVARO-TERMINAL                     |             | Méndez Álvaro                    |       |

### Sentido Felipe II
El recorrido es dirección inversa, salvo al llegar a su cabecera, donde toma directamente la avenida de Felipe II desde Alcalá. 
| Código | Parada                                     | Común con   | Conexiones con Metro y Cercanías | Otros |
| ------ | ------------------------------------------ | ----------- | -------------------------------- | ----- |
| 2921   | MÉNDEZ ÁLVARO-TERMINAL                     |             | Méndez Álvaro                    |       |
| 2918   | Estación Sur                               | 102         | Méndez Álvaro                    |       |
| 1970   | Metro Méndez Álvaro                        | 8 102       | Méndez Álvaro                    |       |
| 1968   | Méndez Álvaro-REPSOL                       | 8 102       |                                  |       |
| 1971   | Amanecer en Méndez Álvaro                  | 8 102       |                                  |       |
| 5236   | Metro Ménendez Pelayo                      |             | Menéndez Pelayo                  |       |
| 5235   | Menéndez Pelayo-Granada                    |             |                                  |       |
| 5233   | Mariano de Cavia (Av. Menéndez Pelayo, 93) |             |                                  |       |
| 2210   | Mariano de Cavia                           | 26 63 C2    |                                  |       |
| 2212   | Plaza Niño Jesús                           | 26 63 C2    |                                  |       |
| 817    | Hospital Niño Jesús                        | 20 26 63 C2 |                                  |       |
| 815    | Menéndez Pelayo-Sainz de Baranda           | 20          | Ibiza                            |       |
| 194    | Menéndez Pelayo-Menorca                    | 20          |                                  |       |
| 5231   | O'Donnell-Retiro                           |             | Príncipe de Vergara              |       |
| 753    | Felipe II                                  | 43 146      |                                  |       |
| 5091   | FELIPE II                                  |             | Goya                             |       |